# Matteuccia
Matteuccia is een geslacht van varens uit de bolletjesvarenfamilie (Onocleaceae) . Het geslacht bestaat uit twee (of drie) soorten.
Het zijn varens van gematigde streken. De struisvaren (Matteuccia struthiopteris) komt ook in België en Nederland in het wild voor.

## Naamgeving en etymologie
- Synoniem: Onocleopsis Ballard, Pteretis Raf., Pterilis Raf., Struthiopteris Willd
- Engels: Ostrich Fern
- Frans: Matteuccie

De botanische naam Matteuccia is een eerbetoon aan de Italiaanse bioloog Carlo Matteucci (1800-1868).

## Botanische beschrijving

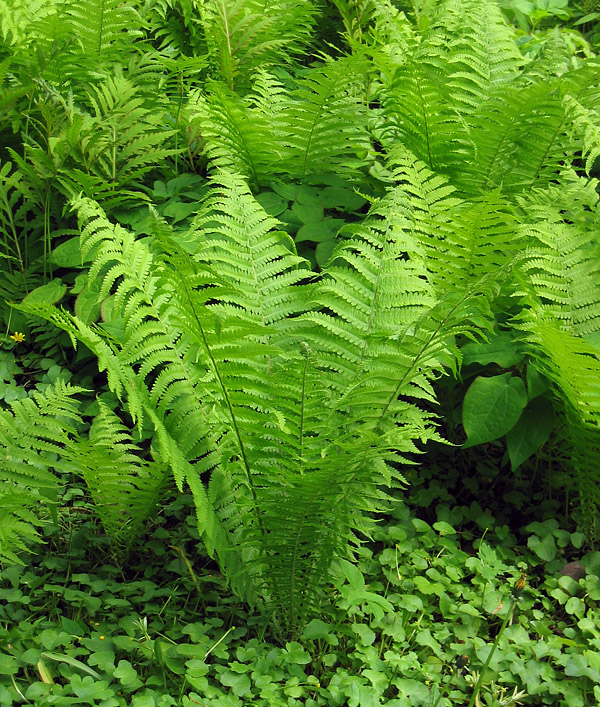
Struisvaren (Matteuccia struthiopteris), steriele bladen

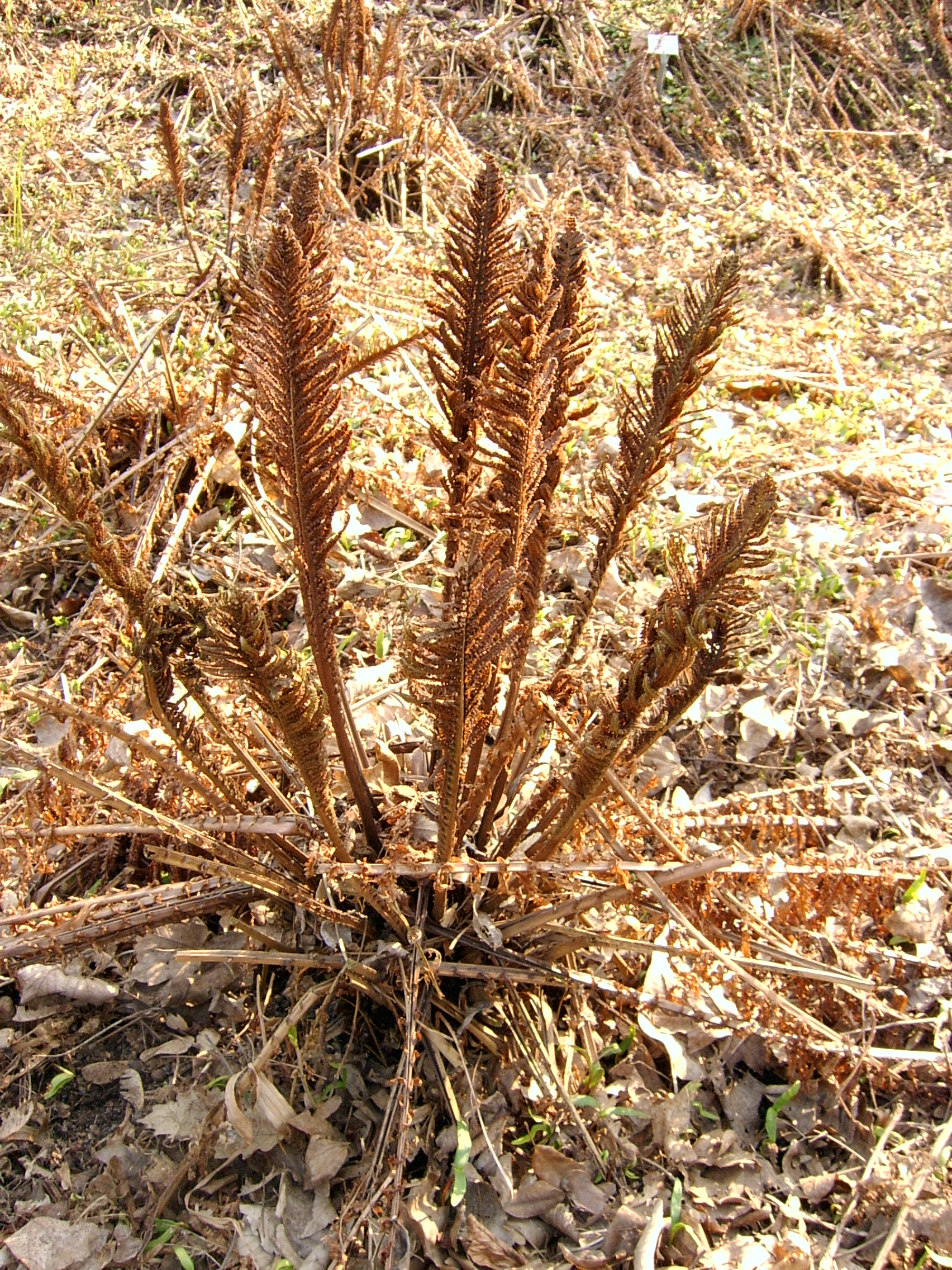
Struisvaren (Matteuccia struthiopteris), fertiele bladen

Matteuccia-soorten hebben allen een korte, dikke en rechtstaande wortelstok. Fertiele en steriele bladen zijn grondig verschillend. De steriele bladen staan in een dichte, trechtervormige bundel bij elkaar. De fertiele bladen verschijnen later midden tussen de steriele en zijn kleiner en smaller en ze hebben sterk ingerold bladslipjes die de onrijpe sporenhoopjes bedekken.
De fertiele bladen zijn winterhard en laten de sporen pas vrij in de volgende lente.

## Voorkomen
Matteuccia-soorten zijn varens uit gematigde streken van het noordelijk halfrond, van Noord-Amerika over Noord-, Midden- en Oost-Europa tot in Noord-Azië.

## Beschreven soorten
Er zijn twee of drie soorten, waarvan enkel de struisvaren ook in België en Nederland in de natuur voorkomt:
- Geslacht: Matteuccia
  - Soort: Struisvaren (Matteuccia struthiopteris)
  - Soort: Matteuccia pensylvanica (synoniem: Matteuccia struthiopteris subsp. pensylvanica)
  - Soort: Matteuccia orientalis